# Crivello quadratico
Il crivello quadratico è un algoritmo di fattorizzazione creato da Carl Pomerance.
Questo algoritmo è particolarmente famoso perché nel 1994 ha fattorizzato il numero RSA-129, composto da 129 cifre in base dieci.

## Algoritmo
L'algoritmo consta di 8 passi:
1. Viene dato in input il numero naturale dispari {\displaystyle n>1}.
2. Si sceglie un naturale {\displaystyle k>0}.
3. Si esaminano tutti i primi {\displaystyle p\leq k} e si eliminano tutti i primi dispari tali che {\displaystyle \left({\frac {n}{p}}\right)\neq 1}, dove con {\displaystyle \left({\frac {n}{p}}\right)} si intende il simbolo di Legendre, e si ottiene così la base di fattori {\displaystyle B=\{p_{1},p_{2},\dots ,p_{t}\}}.
4. Facendo assumere ad {\displaystyle r} valori interi successivi a {\displaystyle \lfloor {\sqrt {n}}\rfloor }, si trovano almeno {\displaystyle t+1} valori {\displaystyle y=r^{2}-n} che abbiano tutti i loro fattori primi in {\displaystyle B}.
5. Per ognuno dei valori {\displaystyle y_{1},y_{2},\dots ,y_{t+1}} si calcola il vettore in {\displaystyle (\mathbb {Z} /2\mathbb {Z} )^{t}:v_{2}(y_{i})=(e_{1},e_{2},\dots ,e_{t})} dove {\displaystyle e_{i}} è la riduzione modulo {\displaystyle 2} dell'esponente di {\displaystyle p_{i}} nella fattorizzazione di {\displaystyle y_{i}}.
6. Con il metodo di eliminazione di Gauss si determinano alcuni dei vettori {\displaystyle v_{2}(y_{i})} che danno somma uguale al vettore nullo.
7. Si pone {\displaystyle x} uguale al prodotto degli {\displaystyle r_{i}} corrispondenti agli {\displaystyle y_{i}} trovati nel passo 6) e si pone {\displaystyle y} uguale al prodotto delle potenze di {\displaystyle p_{1},p_{2},\dots ,p_{t}} con esponenti uguali alla semisomma degli esponenti della fattorizzazione degli stessi {\displaystyle y_{i}}.
8. Si calcola {\displaystyle d=\mathrm {mcd} (x-y,n)} e se {\displaystyle 1<d<n} allora {\displaystyle d} è divisore non banale di {\displaystyle n}, altrimenti si torna al passo 2) con una scelta di {\displaystyle k} più grande.

## Implementazioni
- C Quadratic Sieve – Implementazione in pubblico dominio dell'algoritmo del crivello quadratico scritta in C. Rilasciata nel 2022, supporta la fattorizzazione batch di numeri fino a 330 bit e produce risultati in formato JSON o CSV.